# Sali (Argélia)
Sali (em árabe: ﺳﺎﻟﻰ) é uma cidade e comuna localizada no distrito de Reggane, na província de Adrar, no centro-sul da Argélia. Em 2008, sua população era de 13 138 habitantes.